# Aldeia urbana

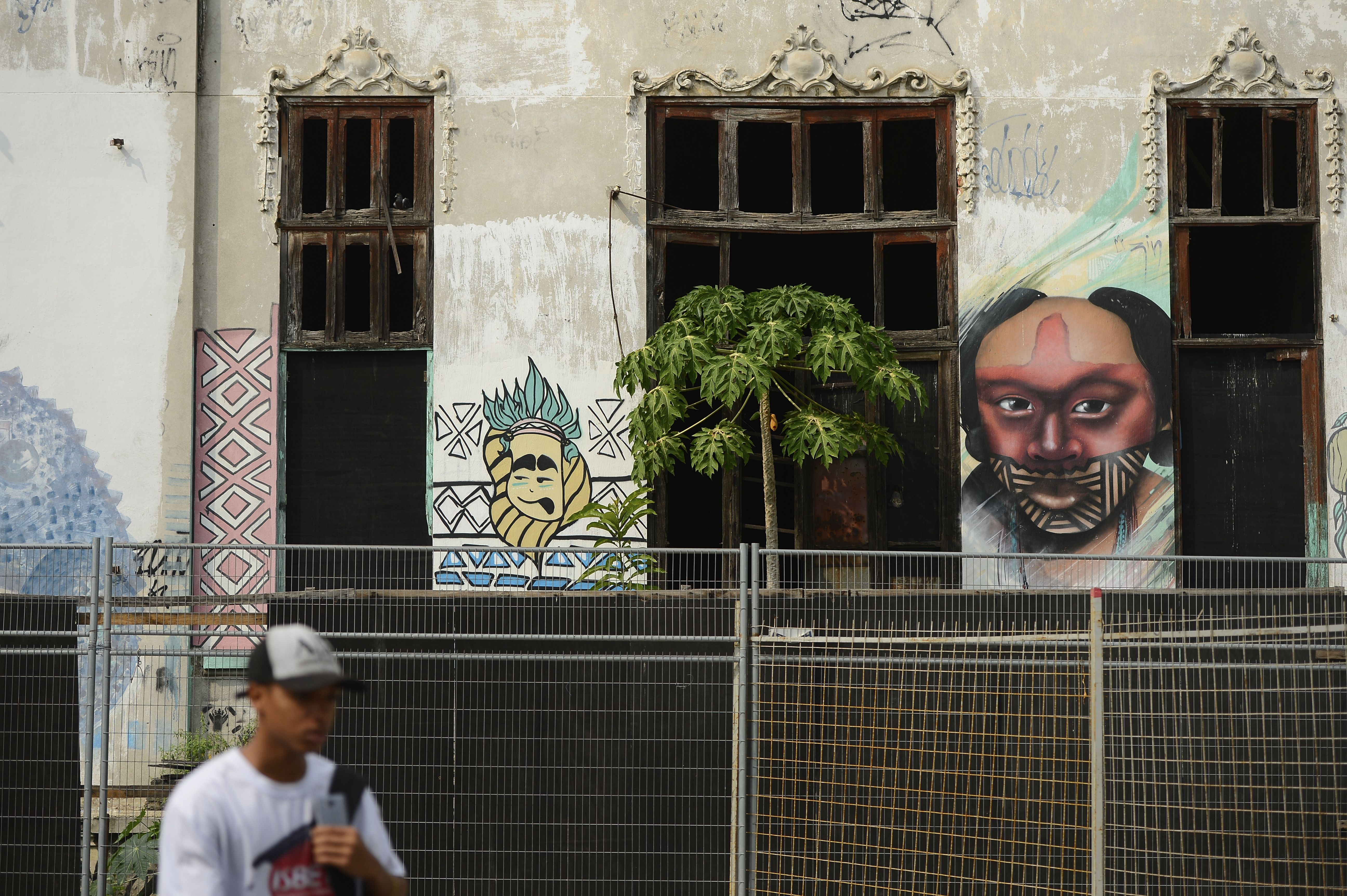
Lateral da Aldeia Maracanã, no Rio de Janeiro.

Aldeia indígena urbana ou aldeia urbana é um território indígena localizado em contexto urbano no Brasil.
A primeira aldeia urbana do Brasil, a Aldeia urbana Marçal de Souza foi ocupada em 1996 e oficializada em 1999. 

## História
A presença de pessoas indígenas nas cidades não é um fenômeno recente. Ao longo do período colonial, muitas cidades brasileiras surgiram nas proximidades de aldeamentos indígenas. Assim, a relação entre povos indígenas e contexto urbano existe desde o século XVI. Todavia, ela foi acentuada durante o século XX.

### Migração indígena
Desde o século XVI, migrações indígenas ocorriam de forma intencional e temporária. Os principais motivadores dessa migração eram a comercialização de produtos, e práticas culturais (veja-se o Gwatá guarani).
No século XIX, o processo de extinção dos aldeamentos indígenas, junto à política assimilacionista da Coroa Portuguesa, resultou no aumento da migração forçada desses povos.
Ao longo do século XX, com a invasão de territórios indígenas nas áreas rurais das fronteiras do Brasil (especialmente com a marcha para o Oeste) houve um aumento migração indígena forçada para as cidades. Durante a ditadura militar brasileira, o processo de expulsão de povos indígenas de suas terras e a sua assimilação forçada às populações urbanas foi uma prática comum.
Na década de 1990, depois da Constituição de 1988, a migração passou a ser majoritariamente motivada pela busca de emprego e educação. Assim, aldeias urbanas foram fundadas para possibilitar o apoio mútuo entre essa população migrante, que demandava manter seus modos de vida, à despeito da migração.

## Contradições
Estudiosos apontam como as aldeias urbanas sofrem de um abandono sistemático do poder público: carecem de infraestruturas básicas, como saneamento, saúde e educação. Assim, apesar de se localizar dentro ou na proximidade das áreas urbanas, as populações dessas aldeias não gozam igualmente de direitos cidadãos, o que reflete em sua marginalinalização e precarização.

## Lista de aldeias urbanas no Brasil
| Nome              | Etnias                                       | Estado             | Cidade       | Ano de criação |
| ----------------- | -------------------------------------------- | ------------------ | ------------ | -------------- |
| Marçal de Souza   | Terena                                       | Mato Grosso do Sul | Campo Grande | 1999           |
| Água Bonita       | Terena, também guarani, cadiuéu e Kinikinawa | Mato Grosso do Sul | Campo Grande | 2001           |
| Darcy Ribeiro     |                                              | Mato Grosso do Sul | Campo Grande | 2007           |
| Tarsila do Amaral |                                              | Mato Grosso do Sul | Campo Grande | 2008           |